# Stenabrosjön
Stenabrosjön är en sjö i Olofströms kommun i Blekinge och ingår i Skräbeåns huvudavrinningsområde. Sjön är 7,4 meter djup, har en yta på 0,152 kvadratkilometer och befinner sig 116,3 meter över havet.

## Delavrinningsområde
Stenabrosjön ingår i det delavrinningsområde (624548-141307) som SMHI kallar för Mynnar i Immeln. Medelhöjden är 119 meter över havet och ytan är 17,45 kvadratkilometer. Det finns inga avrinningsområden uppströms utan avrinningsområdet är högsta punkten. Vattendraget som avvattnar avrinningsområdet har biflödesordning 2, vilket innebär att vattnet flödar genom totalt 2 vattendrag innan det når havet efter 51 kilometer. Avrinningsområdet består mestadels av skog (77 %). Avrinningsområdet har 0,73 kvadratkilometer vattenytor vilket ger det en sjöprocent på 4,2 %.